# Як пан конем був
Як пан конем був(рос. Как пан конём был)-російський ляльковий мультфільм 2004 року. Режисери Олександр Татарський та Валентин Телегін створили його за мотивами білоруської казки. Аналогічний сюжет є у латиському та угорському фольклорі. Входить до циклу Гора самоцвітів.

## Сюжет
Жив колись у селі один пан, злий та жадібний. Примушував своїх працівників робити важку роботу, де зазвичай коня використовували, навіть не годував їх, і не давав їм відпочити. Домовик розгнівався на таку несправедливість і перетворив пана на коня. Домовик віддав коня працівникам з умовою використати на найважчій роботі та не годувати. В одну лиху ніч залізли в садибу злодії і вкрали схудлого коня, а потім продали його шевцеві. Злякався кінь і втік, повернувся додому і став капусту на городі їсти. Тут його домовик і перетворив назад на пана. З того часу пан підібрав і своїх працівників не ображав, але коня так і не купив.

## Творці
- Автори сценарію Олександр Татарський, Валентин Телегін
- Режисери Олександр Татарський, Валентин Телегін
- Художник-постановник Валентин Телегін * Композитор Лев Землинський
- Звукорежисер Владислав Тарасов
- Зйомка та спецефекти Олексій Ганков, М. Брінкманіс, Марія Кулланда, М. Трупс, М. Путніньш
- Аніматор Ольга Весєлова * Помічники Уляна Третьякова, Оксана Фомушкіна
- Монтажник Людмила Коптєва
- Директор картини Ігор Гелашвілі
- Ролі озвучували: Олександр Леньков, Олександр Пожаров, Юлія Рутберг, Сергій Баталов, Валерій Чигляєв
- Над пластиліновою заставкою працювали: Сергій Мерінов, Георгій Заколодяжний, Олексій Баталов, Олександр Гусєв, Едуард Бєляєв, Андрій Пучнін
- Художня рада проекту: Едуард Назаров, Олександр Татарський, Михайло Алдашин, Валентин Телегін, Георгій Заколодяжний
- Генеральний продюсер проекту Ігор Гелашвілі
- Продюсер Ірина Каплична * Керівник проекту Олександр Татарський